# Tomino
Tomino är en kommun i departementet Haute-Corse på ön Korsika i Frankrike. Kommunen ligger i kantonen Capobianco som tillhör arrondissementet Bastia. År 2022 hade Tomino 179 invånare.

## Befolkningsutveckling
Antalet invånare i kommunen Tomino
Referens:INSEE